# Рубен Гларія
Рубен Оскар Гларія (ісп. Rubén Oscar Glaría, нар. 10 березня 1948, Белья-Віста, Аргентина) — аргентинський футболіст, який грав на позиції лівого захисника.

## Клубна кар'єра
Футбольну кар'єру розпочав 1968 року в клубі «Сан-Лоренсо». Вже в своєму дебютному сезоні під керівництвом бразильського тренера Елба де Падуа Ліма «Сан-Лоренсо» виграв Прімера Дивізіон Метрополітано 1968. Виступав у команді разом з такими відомими футболістами як Роберто Тельч, Родольфо Фішер та Рафаель Альбрехт. У фінальному поєдинку чемпіонату Аргентини Метрополітано 1968 з рахунком 2:1 обіграли «Естудьянтес» (Ла-Плата). У вище вказаному чемпіонаті команда Рубена Гларії не зазнала жодної поразки.
Своє друге та третє чемпіонство разом з командою завоював у 1972 році, коли «Сан-Лоренсо» виграв національний чемпіонат та чемпіонат Аргентини метрополітано. У чемпіонаті Метрополітано «Сан-Лоренсо» на шість очок випередив «Расінг» з Авельянеди, а через півроку у фінальному матчі національного чемпіонату обіграли «Рівер Плейт» (1:0). Два роки по тому в національному чемпіонаті Рубен Гларія виграв разом з «Сан-Лоренсо» свій четвертий чемпіонський титул. Під керівництвом тренера Освальдо Субельдія вони фінішували першими у фінальному раунді з випередивши на очко «Росаріо Сентраль» і таким чином виграли чемпіонат Аргентини. Проте після цього протягом 21 року команда не здобула жодного трофею.
У команді виступав до початку 1975 року, після чого переїхав до «Расінга». У команді відіграв три сезони. Потім грав за нижчолігові клуби «Бельграно» та «Сарменто». У 1979 році повернувся до «Сан-Лоренсо». Футбольну кар'єру завершив 1982 року у футболці «Атланти».

## Кар'єра в збірній
У 1974 році головний тренер аргентинської збірної Владислао Кап викликав Часаррету для участі на чемпіонаті світу в Німеччині. Під час турніру Рубена Гларія замінив Енріке Вольффа у другому поєдинку аргентинців, на 60-й хвилині нічийного (1:1) проти Італії, аналогічна заміна відбулася в матчі першого туру другого раунди проти Нідерландів (0:4). Відіграв усі 90 хвилин у програному (1:2) поєдинку проти Бразилії, а в останньому матчі (не мав турнірного значення) проти НДР просидів на лаві запасних. З 1973 по 1974 рік зіграв 9 матчів у національній команді. 

## Кар'єра тренера
По завершенні кар'єри футболіста розпочав тренерську діяльність. Очолював клуби «Сан-Мігель», «Спортіво Італьяно», «Чако Фор Евер», «Вілла Дальміне» та «Атланта».

## Досягнення
«Сан-Лоренсо»
- Прімера Дивізіон Аргентини
  -  Чемпіон (4): 1968 (Метрополітано), 1972 (Насьональ), 1972 (Метрополітано), 1974 (Насьональ)

## Кар'єра політика
Ще будучи футболістом активно проявив свою політичну позицію. У 1972 році приєднався до групи аргентинських спортсменів, які підтримали повернення до країни генерала Хуана Домінго Перона. У 1983 році займав посаду секретаря з питань спорту нині неіснуючого округу Хенераль-Сарм'єнто. У 1988 році — радник зі спортивних питань в Національному спортивному секретаріаті, який очолював Фернандо Гальмаріні. Підтримував Карлоса Менема на виборах президента Аргентини. 
Займав посаду міністра спорту провінції Буенос-Айрес. З 1995 до 1999 року працював мером муніципалітету Хосе-Клементе-Пас від Хустисіалістської партії, коли його змістили противники хустисіалістів. Після цього програв праймеріз у ХП за посаду голови партії та створив власну фракцію «Пероністський фронт». Подальші вибори переросли в помітний жорсткий конфлікт між фракціями, у тому числі пострілами та застосуваннями ножів, а також з вісьмома пораненими. У 2005 році був кандидатом у національні сенатори від партії Новий Буенос-Айрес.